# Delia Sclabas
Delia Sclabas (* 8. November 2000 in Bern) ist eine Schweizer Leichtathletin, die im Mittel- und Langstreckenlauf antritt. Sclabas ist auch als Triathletin aktiv, sie ist zweifache Junioren-Weltmeisterin im Duathlon (2016, 2017), Junioren-Weltmeisterin im Aquathlon (2017) sowie Vizeeuropameisterin im Aquathlon (2018).

## Sportliche Laufbahn

### Leichtathletik
Erste internationale Erfahrungen auf leichtathletischer Ebene sammelte Sclabas bei den im Juli 2016 erstmals ausgetragenen U18-Europameisterschaften in Tiflis, bei denen sie über 1500 und 3000 m die Goldmedaille gewann. 2017 erfolgte die Teilnahme an den U20-Europameisterschaften in Grosseto, bei denen sie die Goldmedaille über 3000 m gewann und im Ziel knappe zehn Sekunden vor der ersten Verfolgerin voranlag. Zudem vertrat sie ihr Land bei der Team-Europameisterschaft (1. Liga) in Vaasa und belegte dort den zweiten Platz über 3000 m. 2017 wurde Sclabas Schweizer Meisterin über 800 m in der Halle. Im Juli gewann sie Bronze über die 800 m wie auch die 1500 m bei der U20-Weltmeisterschaften im finnischen Tampere. Bei den Europameisterschaften in Berlin schied sie mit 4:13,47 min im Vorlauf über 1500 Meter aus und belegte damit den 21. Rang.
2019 startete Sclabas über 800 Meter bei den Halleneuropameisterschaften in Glasgow, bei denen sie mit 2:06,07 min in der ersten Runde ausschied. Anschliessend erreichte sie bei den Crosslauf-Weltmeisterschaften in Aarhus nach 22:43 min den 28. Rang in der U20-Wertung. Mitte Juli siegte sie bei den U20-Europameisterschaften im schwedischen Borås in 4:25,95 min über 1500 Meter und gewann im 800-Meter-Lauf in 2:03,36 min die Silbermedaille. Im Dezember belegte sie bei den Crosslauf-Europameisterschaften in Lissabon in 14:22 min den vierten Platz in der U20-Wertung. 2021 schied sie mit 2:06,35 min bei den Halleneuropameisterschaften in Toruń mit 2:07,04 min erneut über 800 Meter in der Vorrunde aus. Im Juli belegte sie bei den U23-Europameisterschaften in Tallinn in 2:04,35 min den sechsten Platz über 800 m und nahm daraufhin an den Olympischen Spielen in Tokio teil, scheiterte dort aber mit 2:03,03 min in der ersten Runde.
2015 und 2019 wurde Sclabas Schweizer Meisterin im 1500-Meter-Lauf im Freien sowie 2020 und 2022 in der Halle. Zudem siegte sie in der Halle 2017 über 800 Meter und 2019 im 3000-Meter-Lauf.

#### Persönliche Bestleistungen
- 600 Meter: 1:26,63 min, 3. August 2019 in Bern
  - 600 Meter (Halle): 1:31,34 min, 30. Januar 2021 in Magglingen
- 800 Meter: 2:01,29 min, 12. Juli 2018 in Tampere
  - 800 Meter (Halle): 2:01,93 min, 9. Februar 2020 in Metz
- 1000 Meter: 2:41,46 min, 15. Juli 2017 in Affoltern am Albis (Schweizer U20-Rekord)
  - 1000 Meter (Halle): 2:41,12 min, 26. Januar 2020 in Magglingen (Schweizer U23-Rekord)
- 1500 Meter: 4:10,10 min, 5. Juli 2018 in Lausanne
  - 1500 Meter (Halle): 4:19,45 min, 20. Januar 2019 in St. Gallen (Schweizer U20-Rekord)
- 2000 Meter: 6:03,13 min, 18. August 2015 in Regensdorf (Schweizer U16-Rekord)
- 3000 Meter: 9:09,33 min, 24. Juni 2017 in Vaasa (Schweizer U18-Rekord)
  - 3000 Meter (Halle): 9:26,76 min, 17. Februar 2019 in St. Gallen
- 10-km-Strassenlauf: 35:18 min, 28. März 2015 in Uster

### Duathlon und Aquathlon
Im Juni 2016 wurde die damals 15-jährige Delia Sclabas in Spanien Juniorenweltmeisterin Duathlon.
Wiederum in Spanien wurde sie im April 2017 Junioreneuropameisterin Duathlo, konnte im August den WM-Titel in Kanada erfolgreich verteidigen und wurde zum zweiten Mal Juniorenweltmeisterin Duathlon.
Auch bei den Aquathlon-Weltmeisterschaften konnte sie im August die Klasse der Junioren für sich entscheiden. Zugleich wurde sie in der Elite-Klasse Vizeweltmeisterin.
Delia Sclabas startete in der Saison 2018 im «Duathlon Transition Kader» von Swiss Triathlon.
Bei der Junioreneuropameisterschaft Triathlon belegte die damals 17-Jährige im Oktober auf Ibiza den dritten Rang, und vier Tage später wurde sie auch Vizeeuropameisterin Aquathlon.
Im Mai 2019 wurde sie im spanischen Pontevedra Vierte bei der Juniorenweltmeisterschaft Aquathlon.
Bei der Europameisterschaft Duathlon wurde sie im September 2022 Dritte in der Klasse U23.
| Datum/Jahr    | Rang | Wettbewerb                                      | Austragungsort | Zeit     | Bemerkung                        |
| ------------- | ---- | ----------------------------------------------- | -------------- | -------- | -------------------------------- |
| 17. Sep. 2022 | 3    | ETU Duathlon European Championship U23          | Bilbao         | 00:58:18 |                                  |
| 21. Okt. 2018 | 3    | ETU Duathlon European Championship Junior Women | Ibiza          | 01:04:31 |                                  |
| 19. Aug. 2017 | 1    | ITU Duathlon World Championship Junior Women    | Penticton      |          | Juniorenweltmeisterin Duathlon   |
| 29. Apr. 2017 | 1    | ETU Duathlon European Championship Junior Women | Soria          | 01:02:17 | Junioreneuropameisterin Duathlon |
| 4. Juni 2016  | 1    | ITU Duathlon World Championship Junior Women    | Avilés         |          | Juniorenweltmeisterin Duathlon   |

| Datum/Jahr    | Rang | Wettbewerb                                    | Austragungsort | Zeit     | Bemerkung                          |
| ------------- | ---- | --------------------------------------------- | -------------- | -------- | ---------------------------------- |
| 23. Sep. 2022 | 5    | ETU Aquathlon European Championship U23       | Bilbao         | 00:30:45 |                                    |
| 23. Sep. 2022 | 12   | ETU Aquathlon European Championships          | Bilbao         | 00:30:45 |                                    |
| 2. Mai 2019   | 4    | ITU Aquathlon World Championship Junior Women | Pontevedra     | 00:34:15 | Rang 11 in der Elite-Klasse        |
| 24. Okt. 2018 | 2    | ETU Aquathlon European Championships          | Ibiza          | 00:28:13 | Vizeeuropameisterin Aquathlon      |
| 25. Aug. 2017 | 1    | ITU Aquathlon World Championship Junior Women | Penticton      |          | Juniorenweltmeisterin Aquathlon    |
| 25. Aug. 2017 | 2    | ITU Aquathlon World Championships             | Penticton      |          | Vizeweltmeisterin Aquathlon, Elite |